# AXA Cup 2000 - Qualificazioni doppio
Le qualificazioni del doppio  dell'AXA Cup 2000 sono state un torneo di tennis preliminare per accedere alla fase finale della manifestazione. I vincitori dell'ultimo turno sono entrati di diritto nel tabellone principale. In caso di ritiro di uno o più giocatori aventi diritto a questi sono subentrati i lucky loser, ossia i giocatori che hanno perso nell'ultimo turno ma che avevano una classifica più alta rispetto agli altri partecipanti che avevano comunque perso nel turno finale.
Le qualificazioni del doppio del torneo AXA Cup 2000 prevedevano 4 coppie partecipanti di cui una è entrata nel tabellone principale.

## Teste di serie
1. Robbie Koenig /  Peter Tramacchi (primo turno)

1. Devin Bowen /  Alberto Martín (ultimo turno)

## Qualificati
1. Thomas Shimada  /   Myles Wakefield

## Tabellone

### Legenda
| - Q = Qualificato - WC = Wild card - LL = Lucky loser | - ALT = Alternate - SE = Special Exempt - PR = Protected Ranking | - w/o = Walkover - r = Ritirato - d = Squalificato |

|  | Primo turno | Primo turno                    | Primo turno                    | Primo turno | Primo turno |  |  | Ultimo turno | Ultimo turno                   | Ultimo turno                   | Ultimo turno | Ultimo turno |  |
|  |             |                                |                                |             |             |  |  |              |                                |                                |              |              |  |
|  |             | Thomas Shimada Myles Wakefield | Thomas Shimada Myles Wakefield | 6           | 6           |  |  |              |                                |                                |              |              |  |
|  | 1           | Robbie Koenig Peter Tramacchi  | Robbie Koenig Peter Tramacchi  | 4           | 4           |  |  |              | Thomas Shimada Myles Wakefield | Thomas Shimada Myles Wakefield | 7            | 6            |  |
|  | 2           | Devin Bowen Alberto Martín     | Devin Bowen Alberto Martín     | 6           | 6           |  |  | 2            | Devin Bowen Alberto Martín     | Devin Bowen Alberto Martín     | 5            | 4            |  |
|  |             | Hicham Arazi Mariano Zabaleta  | Hicham Arazi Mariano Zabaleta  | 4           | 4           |  |  |              |                                |                                |              |              |  |